# Tessel·lació 3-4-6-12
En geometria del pla euclidià, una tessel·lació 3-4-6-12 és una de les vint tessel·lacions 2-uniformes del pla euclidià de polígons regulars. Conté triangles, quadrats, hexàgons i dodecàgons arranjats en dues configuracions de vèrtexs: 3.4.6.4 i 4.6.12. Té simetria hexagonal p6m, [6,3], (*632). També és anomenada tessel·lació demiregular per alguns autors.